# Audi A7 II
Pour les articles homonymes, voir A7 et S7.
L'Audi A7 II, dite A7 Sportback, est une berline haut de gamme produite par le constructeur automobile allemand Audi à partir de 2018. Elle remplace la première génération d'A7 Sportback produite de 2010 à 2017.

## Présentation
Présentée à la presse le 19 octobre 2017 dans le studio de design d’Audi à Ingolstadt, puis exposée le 1er décembre 2018 au salon international de l'automobile d'Amérique du Nord aux États-Unis et ensuite commercialisée à partir de mars 2018 après sa présentation européenne au salon international de l'automobile de Genève 2018, l'Audi A7 de seconde génération est une grande berline de luxe et grande routière qui se présente sous la forme d'un grand coupé 5 portes.
En plus de l’A7 55 TFSI e, un modèle hybride rechargeable est annoncé fin février 2019, il est présenté en première au salon international de l'automobile de Genève 2019 et il est disponible à la commande depuis septembre 2019.
La S7 est présentée en avril 2019. Pour la première fois, elle est propulsée par un moteur diesel.
En septembre 2019, Audi dévoile la RS7 Sportback au Salon de l'automobile de Francfort. Équipée du V8 4.0 biturbo de 600 ch présent sur la dernière RS6 ; elle revendique le 0 à 100 km/h en 3,6 secondes. Le bloc essence développe un couple de 800 N m, et est associé à un moteur électrique 48 volts afin de faire baisser la consommation. La puissance est transmise au sol via une boîte automatique Tiptronic 8 rapports à convertisseur de couple. La transmission Quattro a été remaniée et permet maintenant de transmettre davantage de puissance sur l'essieu arrière, en cas de perte d'adhérence.

L'intérieur reprend la présentation de la RS6.
Depuis septembre 2021, Audi produit une version spécifique de son A7 Sportback pour le marché chinois, l’A7L C8 (en version 55 TFSI et également 45 TFSI depuis février 2022), ce modèle sera le premier véhicule Audi produit par la deuxième coentreprise du constructeur allemand en Chine avec SAIC-Volkswagen dans l’usine d’Anting. Le véhicule adopte une carrosserie à coffre par rapport à sa sœur et bénéficie d'un empattement plus long. Les premiers spyshots dévoilant la voiture entièrement ont fuité début avril 2021.

### Phase 2
Audi présente la version restylée de l'A7 Sportback le 1er juin 2023.

## Caractéristiques techniques
L'Audi A7 est construite à partir de la plateforme technique MLB Evo comme ses grand frères l'Audi Q7 II et la Porsche Cayenne ou ses sœurs l'Audi A4 et l'Audi A6. Cette plate-forme utilise une construction mixte en acier et en aluminium. La carrosserie n’est pas plus longue que celle de sa prédécesseur  mais elle présente désormais une plus grande rigidité.

### Châssis
Sur la version de base, l’A7 a un châssis avec des ressorts en acier, ainsi qu’une suspension pneumatique moyennant un supplément. (La suspension pneumatique n’est pas disponible sur les modèles avec moteur TFSI e). La direction intégrale est également disponible en option, en plus de recevoir des roues arrière directrices jusqu’à un angle de 5° à basse vitesse, elle utilise un engrenage de suspension sur l’essieu avant. Cela signifie également que le rayon de braquage a été réduit de 1,1 m. À partir de 60 km/h, les roues arrière sont de nouveau directrices. L’essieu avant connecté était plus complexe.

### Systèmes d’aide à la conduite
L’A7 C8 peut être équipée jusqu’à 39 système d'aide à la conduite ; les informations provenant de cinq caméras et de capteurs radar, de capteurs à ultrasons et d’un scanner laser sont traitées dans un calculateur d’assistance à la conduite.
L’infodivertissement peut également être commandé par commande vocale.

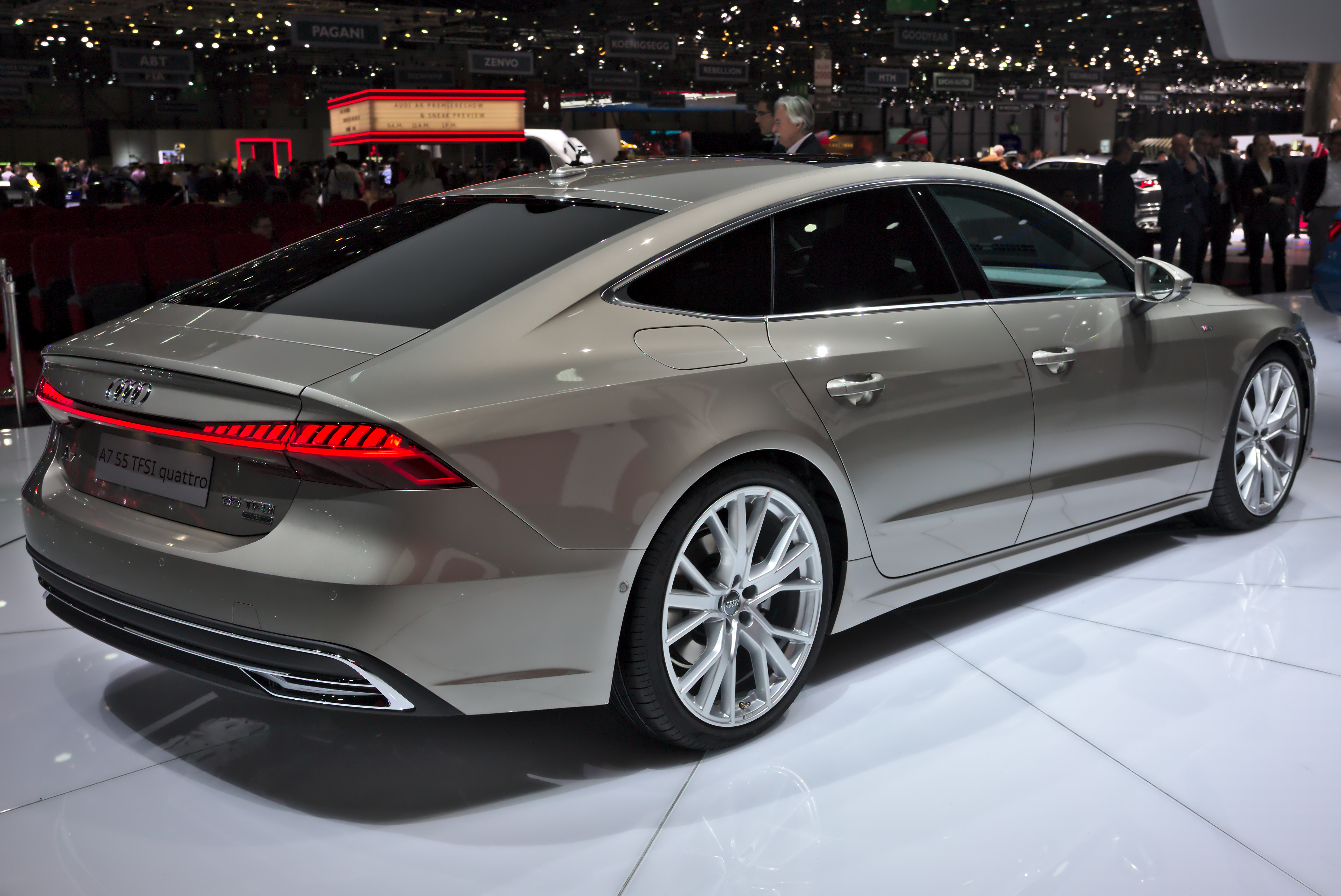
Vue latérale arrière droite
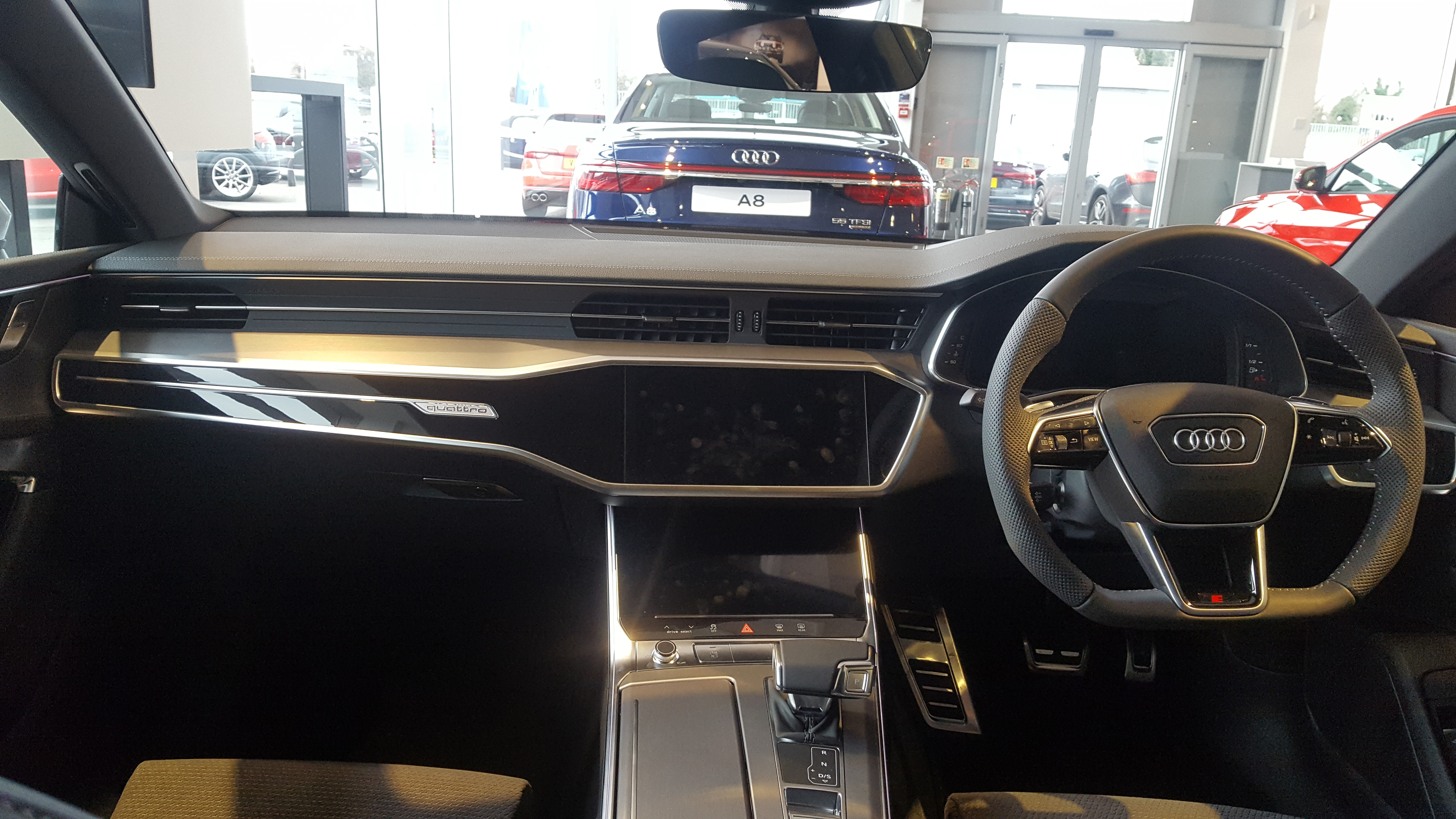
Audi A7 Sportback 50 TDI, tableau de bord
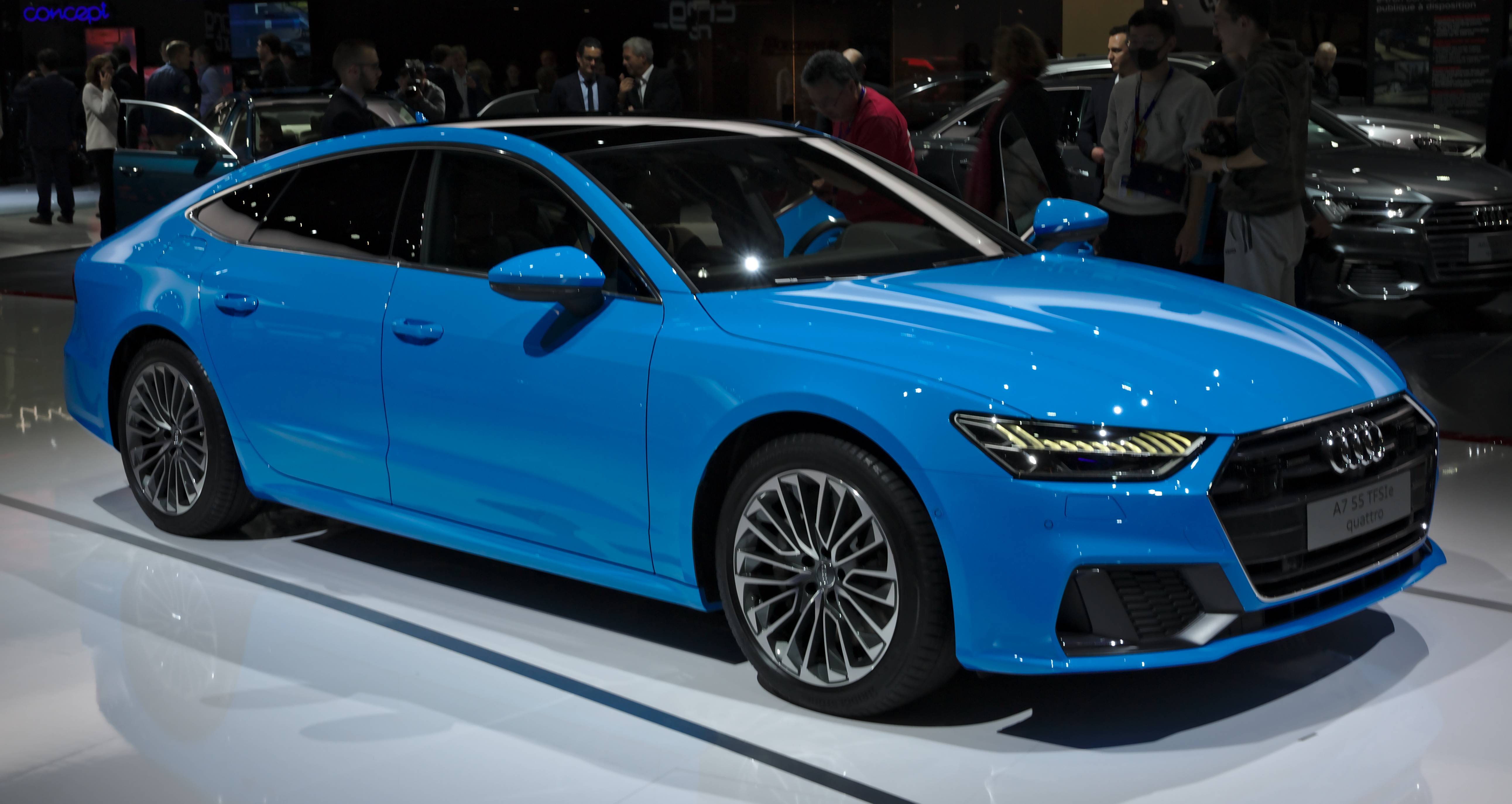
Audi A7 Sportback 55 TFSIe au Salon de Genève 2019
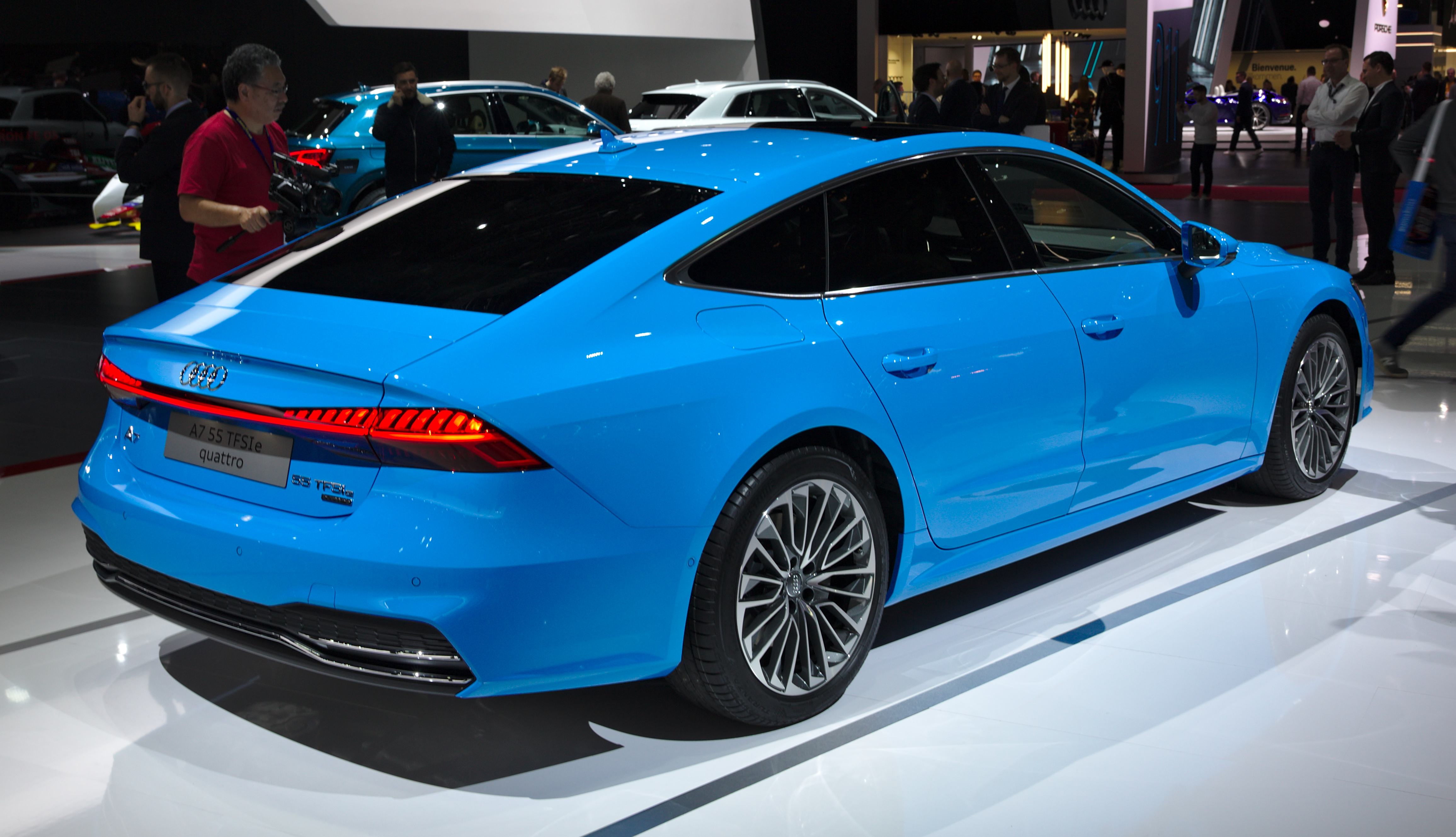
Vue latérale arrière droite
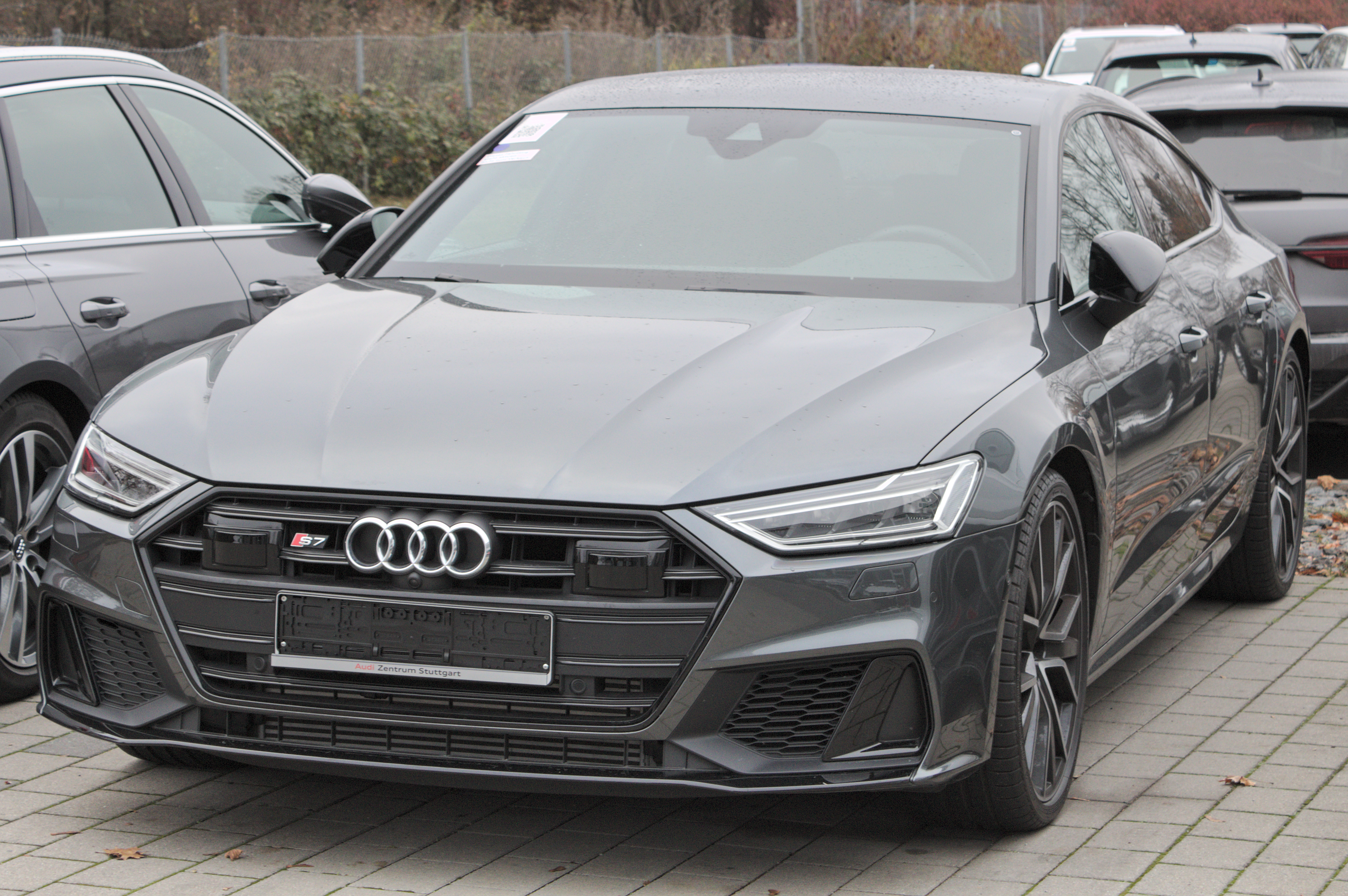
Audi S7 Sportback TDI
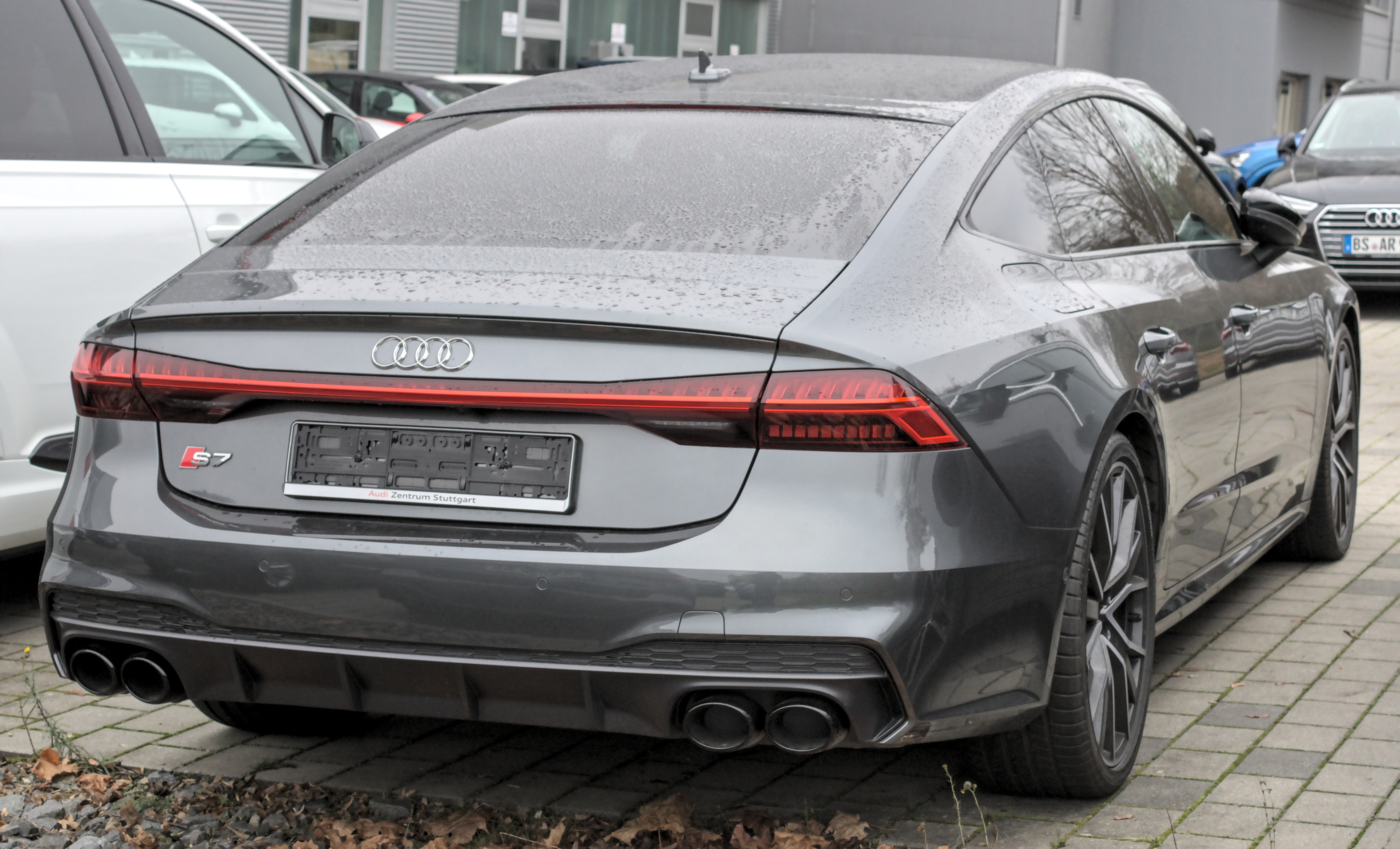
Vue latérale arrière droite
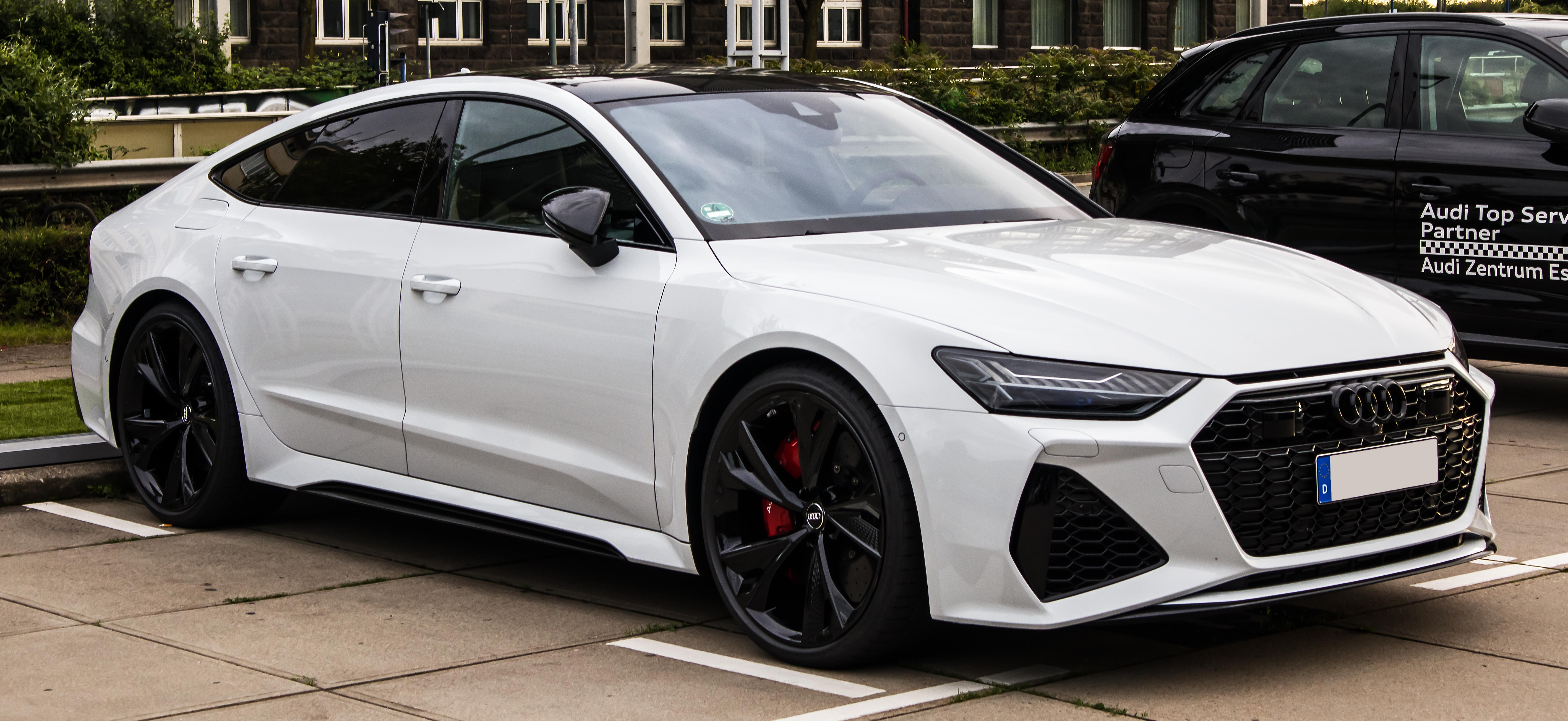
Audi RS7 Sportback
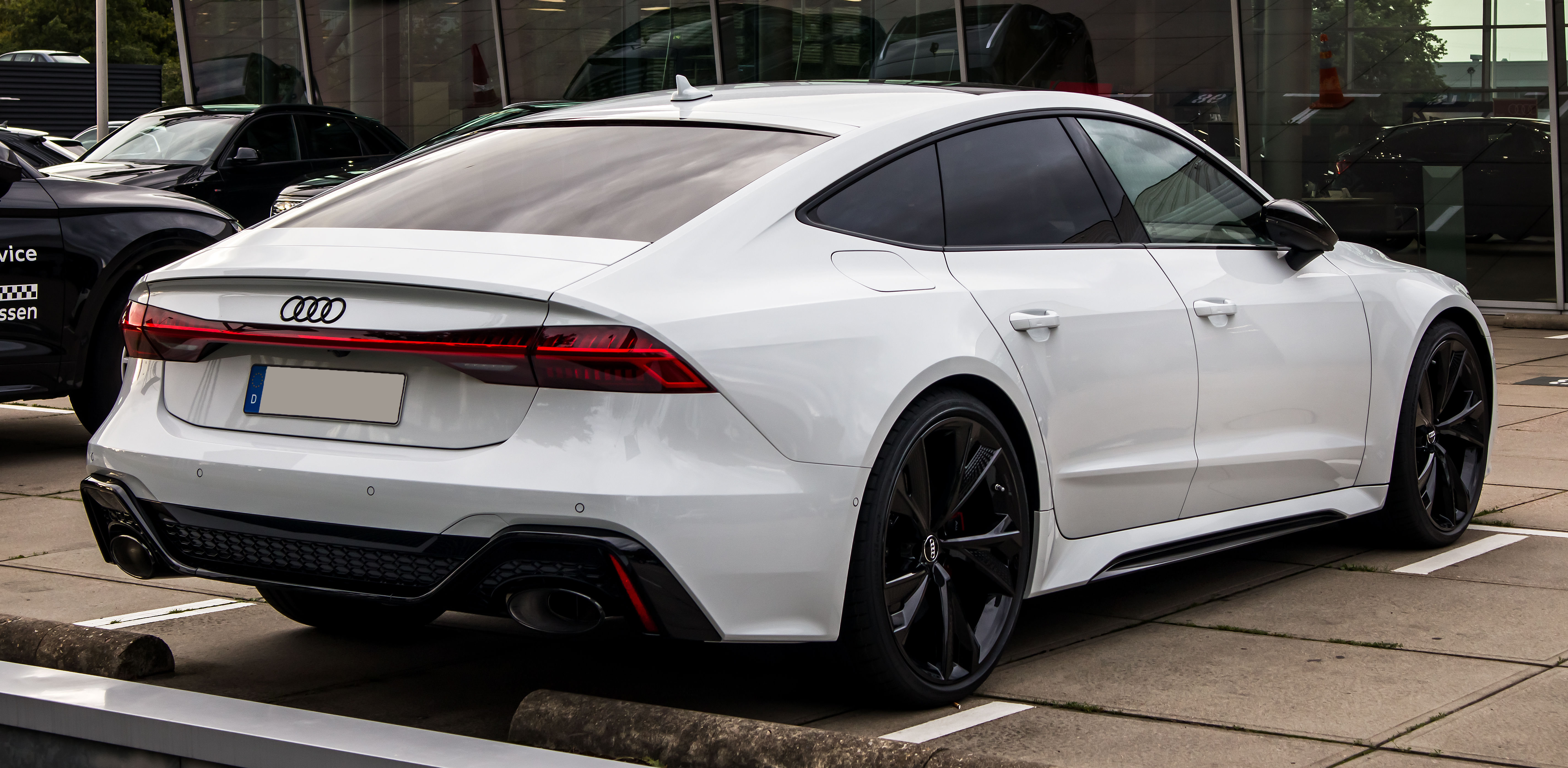
Vue latérale arrière droite

### Motorisations
Au lancement de la nouvelle berline, l’A7 55 TFSI n’était proposée qu’avec un moteur essence six cylindres en V turbocompressé de 3 litres développant 340 ch (250 kW) et 500 N m de couple, ce moteur est également utilisé dans l’Audi A8 actuelle. Les autres motorisations sont disponibles à partir de l'été 2018.
Les moteurs six cylindres ont un petit moteur électrique de 48 volts avec une batterie lithium-ion qui, avec l’alterno-démarreur à courroie, forme la technologie MHEV (automobile hybride électrique). Cela provoque un redémarrage à peine perceptible. Dans les modèles avec moteur quatre cylindres, l’alterno-démarreur à courroie est conçu pour 12 V. Avec le moteur V6, une fonction roue libre est possible entre 55 km/h et 160 km/h.
Le modèle hybride rechargeable, l’A7 55 TFSI e, est équipé d’un moteur essence de 2,0 l avec une puissance maximale de 185 kW et d’une machine synchrone à excitation permanente de 105 kW en tant que moteur électrique. La puissance combinée est de 270 kW. La batterie lithium-ion a une capacité de 14,1 kWh et peut être chargée avec un maximum de 7,4 kW.
Essence
| Données de décembre 2017                          | 55 TFSI                           | 55 TFSI e PHEV                                   |
| ------------------------------------------------- | --------------------------------- | ------------------------------------------------ |
| Moteur                                            | V6 turbocompressé                 | 4-cylindres en ligne + électrique                |
| Cylindrée (cm³)                                   | 2 995                             | 1 998                                            |
| Puissance maximale ch (kW)                        | 340                               | 252 (thermique) + 143 (électrique) 367 (cumulée) |
| Couple maximal (N m)                              | 500                               | 500                                              |
| Boîte de vitesses                                 | Robotisée 7 rapports (S tronic 7) | Robotisée 7 rapports (S tronic 7)                |
| 0-100 km/h (s)                                    | 5,3                               | 5,7                                              |
| Vitesse maximale (km/h)                           | 250                               | 250                                              |
| Transmission                                      | Traction ou intégrale Quattro     | Intégrale Quattro                                |
| Consommation (ℓ/100 km) urbain/extra-urbain/mixte | 9,3/5,9/ 7,2                      | 1,9 à 2,1                                        |
| Émissions de CO2 (g/km)                           | 163                               | 44 à 48                                          |
| Masse à vide (kg)                                 | 1 890                             |                                                  |

Diesel
| Désignation                                       | 2.0 TDI                           | 3.0 TDI                           | 3.0 TDI                           | 3.0 TDI                           | 50 TDI                             |
| ------------------------------------------------- | --------------------------------- | --------------------------------- | --------------------------------- | --------------------------------- | ---------------------------------- |
| Moteur                                            | 4-cylindres turbocompressé        | V6 turbocompressé                 | V6 turbocompressé                 | V6 turbocompressé                 | V6 turbocompressé                  |
| Cylindrée (cm³)                                   | 1 968                             | 2 967                             | 2 967                             | 2 967                             | 2 967                              |
| Puissance maximale ch (kW)                        | 190                               | 218                               | 218                               | 272                               | 286                                |
| Couple maximal (N m)                              | 400                               | 400                               | 500                               | 580                               | 620                                |
| Boîte de vitesses                                 | Robotisée 7 rapports (S tronic 7) | Robotisée 7 rapports (S tronic 7) | Robotisée 7 rapports (S tronic 7) | Robotisée 7 rapports (S tronic 7) | Robotisée 8 rapports (Tiptronic 8) |
| 0-100 km/h (s)                                    | 8,2                               | 7,3                               | 6,8                               | 5,7                               | 5,7                                |
| Vitesse maximale (km/h)                           | 230                               | 241                               | 241                               | 250                               | 250                                |
| Transmission                                      | Traction                          | Traction                          | Intégrale Quattro                 | Intégrale Quattro                 | Intégrale Quattro                  |
| Consommation (ℓ/100 km) urbain/extra-urbain/mixte | 4,9 / 4,3 / 4,5                   | 4,9 / 4,3 / 4,5                   | 6,0 / 5,0 / 5,4                   | 6,0 / 4,7 / 5,2                   | 6,1 / 5,1 / 5,5                    |
| Émissions de CO2 (g/km)                           | 118                               | 118                               | 140                               | 136                               | 142                                |
| Masse à vide (kg)                                 | 1755                              | 1755                              | 1825                              | 1830                              | 2000                               |

## Finitions
- Ambiente
- S line
- Avus

Couleurs
- 15 couleurs sont disponibles au lancement en février 2018[17].

### Série spéciale
- L'Audi A7 Sportback « Compétition » reçoit le V6 3.0 TDI de 326 ch avec boost de 20 ch.